# Bistum Oslo (römisch-katholisch)

Bistumswappen

Das Bistum Oslo (lateinisch Dioecesis Osloensis, norwegisch Oslo katolske bispedømme) ist die Jurisdiktion der katholischen Kirche für das südliche Norwegen mit Sitz in Oslo. Es deckt die südlichen 13 Fylker des Landes ab.
Aus katholischer Sicht ist es die Wiedererrichtung bzw. Fortsetzung des alten katholischen Bistums Oslo, das vom frühen Mittelalter bis zur Reformation existierte. Aus Sicht des norwegischen Staates ist jedoch das reformierte (lutherische) Bistum Oslo die direkte Fortführung des früheren katholischen Bistums.

## Geschichte
Die erste katholische Einheit in Norwegen nach der Reformation war die 1843 errichtete Gemeinde St. Olav in Oslo. Sie unterstand dem Apostolischen Vikariat Schweden. Am 7. August 1868 wurde Norwegen Missionsgebiet (mit Gebieten vom schwedischen Vikariat und der aufgelösten Nordpolmission) und am 17. August 1869 mit dem Breve Ecclesiae universae eine Apostolische Präfektur.
Am 11. April 1892 wurde diese zum Apostolischen Vikariat erhoben. Zwischen 1913 und 1925 war der Name des Vikariats Norwegen und Spitzbergen. 1931 entschied der Vatikan eine Dreiteilung. Das Apostolische Vikariat Norwegen wurde am 10. April 1931 in das südliche Apostolische Vikariat Oslo und gleichzeitig in die eigenständige Missionsgebiete Mittel- und Nordnorwegen geteilt. Am 29. Juni 1953 wurde Oslo mit der Bulle Faustum profecto durch Papst Pius XII. zum Bistum erhoben.
Am 14. Dezember 2017 wurde das Bistum vom Bezirksgericht Oslo nicht rechtskräftig zu einer Geldstrafe von zwei Millionen Kronen wegen grober Fahrlässigkeit verurteilt, da es Einwanderer aus überwiegend katholischen Ländern ohne deren Wissen als Katholiken registriert hatte. Zugleich wurden das Bistum und sein früherer Ökonom vom Betrugsvorwurf freigesprochen. Mit Stand von 2017 läuft ein Zivilprozess gegen das Bistum um die Rückzahlung angeblich zu viel vereinnahmter Geldbeträge.

## Aufbau
Am 31. Dezember 2010 gehörten zum Bistum 69.973 Katholiken (entspricht 1,9 % der Bevölkerung) in 23 Pfarreien.
Außerdem gehören zum Bistum die Schule St. Sunniva in Oslo, die St.-Olav-Buchhandlung, das Konferenz- und Schulungshaus Mariaholm in Spydeberg und der St.-Olav-Verlag.

## Bischöfe

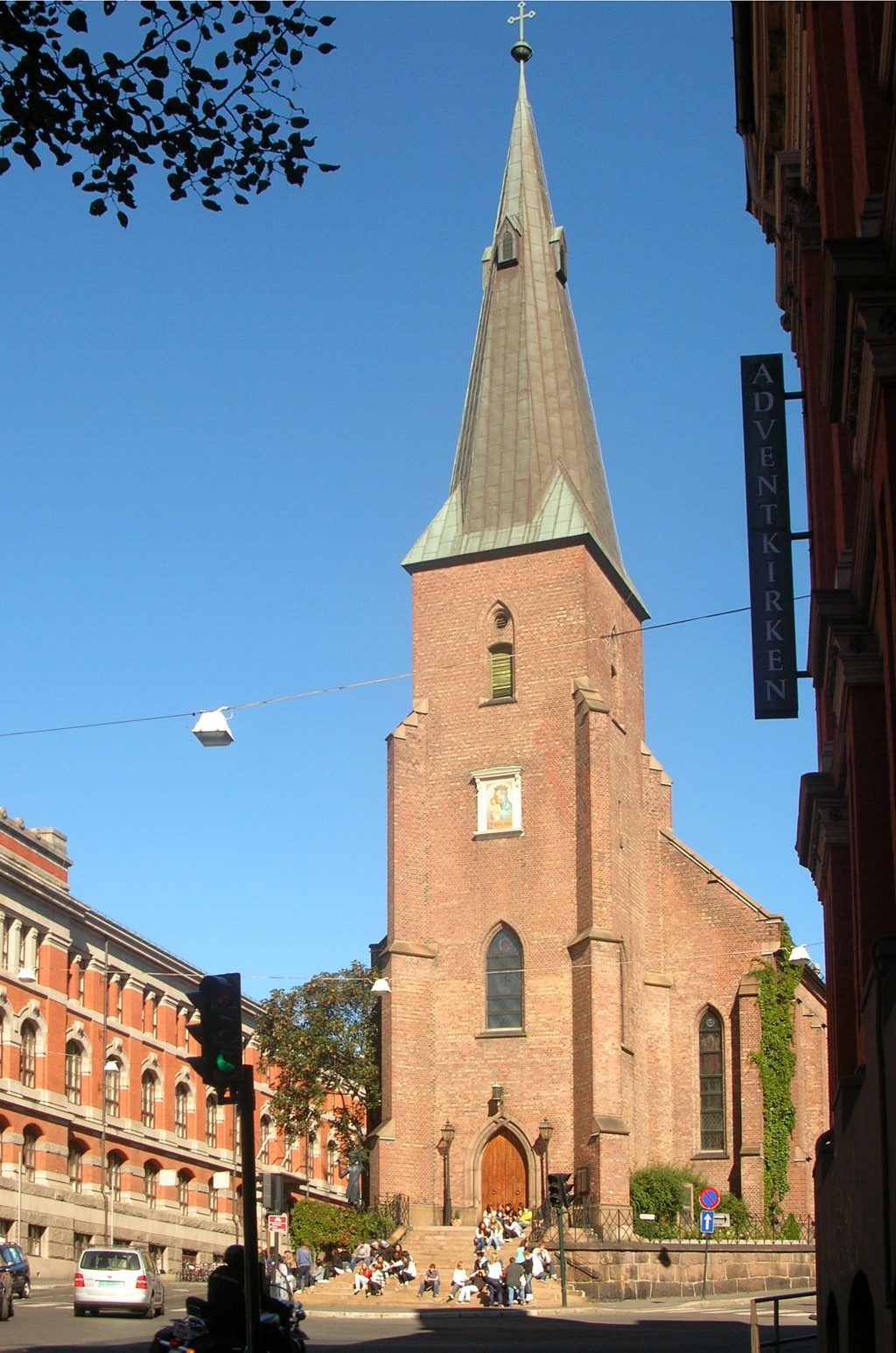
Domkirche St. Olav

### Apostolische Präfekten von Norwegen (1869–1892)
- 1869–1887 Bernard Bernard
- 1887–1892 Johannes Olav Fallize

### Apostolische Vikare von Norwegen (1892–1931)
- 1892–1922 Johannes Olaf Fallize
- 1922–1928 Johannes Olav Smit
- 1928–1930 Olav Offerdahl
- 1930–1931 Henrik Irgens (Apostolischer Administrator)

### Apostolische Vikare von Oslo (1931–1953)
- 1931–1932 Henrik Irgens (Apostolischer Administrator)
- 1932–1953 Jacob Mangers SM

### Bischöfe von Oslo (seit 1953)
- 1953–1964 Jacob Mangers SM
- 1964–1983 John Willem Gran OCSO
- 1983–2005 Gerhard Schwenzer SSCC
- 2005–2025 Bernt Ivar Eidsvig CanReg
- seit 2025 Fredrik Hansen PSS